# Roberto Telch
Roberto Telch, né le 6 novembre 1943, et mort le 12 octobre 2014 est un footballeur international argentin évoluant au milieu de terrain.

## Carrière
Rapidement titulaire dans la puissante équipe de San Lorenzo, il gagne ses premières sélections dès 1964 après avoir gagné la médaille d'argent aux Jeux panaméricains de 1963 avec les sélections de jeunes.
Il gagne par la suite quatre titres nationaux avec San Lorenzo de 1968 à 1974. Il fait partie des cinq joueurs de San Lorenzo qui les auront tous les quatre avec Sergio Villar, Victorio Cocco, Carlos Veglio et Agustín Irusta faisant ainsi partie des joueurs les plus victorieux du club.
Cette régularité le propulse dans la sélection argentine pour la Coupe du monde 1974 en Allemagne de l'Ouest. Mais son équipe ne franchit pas le 2e tour.
À l'issue de la saison 1975, il quitte San Lorenzo en totalisant 440 matchs devenant ainsi le 2e joueur le plus capé de l'histoire du club derrière Sergio Villar.
Il rallie alors l'Unión Santa Fe ou il reste 4 saisons, manquant de peu le titre de 1978 en échouant de peu sur les deux phases de la saison. 
Pour le championnat de 1980, il s'engage avec le Colón, l'autre club de Santa Fe avant de mettre un terme à une riche carrière ou il totalise 630 matchs dans le championnat argentin. Un record à l'époque surpassé plus tard par Hugo Gatti puis par Ricardo Bochini.

## Palmarès
- Argentine
  - Médaille d'argent des Jeux panaméricains de 1963

- San Lorenzo
  - Vainqueur du Championnat d'Argentine metropolitano 1968 et 1972.
  - Vainqueur du Championnat d'Argentine nacional 1972 et 1974.